# Constitución de Bután
La Constitución de Bután (Dzongkha: འབྲུག་གི་རྩ་ཁྲིམས་ཆེན་མོ་; Wylie: 'Brug-gi Rtsa-khrims-chen-mo) fue promulgada el 18 de julio de 2008. Es la culminación de un plan de transición de reformas para Bután, que desde 1953 ha pasado de ser una monarquía absoluta, a un sistema democrático multipartidista, cuyas primeras elecciones tuvieron lugar en marzo de 2008. La Carta Magna está basada en los principios de la filosofía budista, las convenciones internacionales de Derechos Humanos, el análisis comparativo de otras 20 constituciones modernas, leyes ya existentes y precedentes. 
Hay que situar, en el contexto, el concepto acuñado por el cuarto monarca de Bután Jigme Singye Wangchuck, padre del actual rey Jigme Khesar Namgyal Wangchuck, de "Felicidad Interna Bruta", en respuesta a las constantes críticas que por aquel entonces recibía el país, debido a su perenne pobreza económica, en relación con el énfasis que en ese Estado se da al bienestar tanto material como espiritual.

## Preámbulo
La traducción del Preámbulo dice así:
"Nosotros, el pueblo de Bután:
Bendecidos por las Tres Joyas, la protección de nuestras deidades guardianes, la sabiduría de nuestros líderes, las fortunas del Pelden Drukpa (persona ilustrada de Bután y la guía de su Majestad Druk Gyalpo Jigme Khesar Namgyel Wangchuck.
Solemnemente juramos fortalecer la soberanía de Bután, asegurar la bendición de la libertad, garantizar la tranquilidad y realzar la unidad, felicidad y bienestar del pueblo eternamente.
Por la presente se ordena y adopta esta Constitución para el Reino de Bután en el decimoctavo día del quinto mes del año de la Rata, que corresponde al 18 de julio de 2008".

## Artículo 1 - Reino de Bután
El Reino de Bután se constituye en una Monarquía Constitucional Democrática, con soberanía territorial inviolable, y alterable solamente con el consentimiento de, al menos, las tres cuartas partes del Parlamento.
Se compone de 20 Dzonhkhags (distritos), los cuales se componen de Gewogs (condados) y Thromdes (municipios). De nuevo nos enuncia que la alteración de esta estructura se debe realizar con el consentimiento de, al menos, las tres cuartas partes del Parlamento.
El día nacional será el 17 de diciembre. La lengua oficial será el Dzongkha, y la Constitución, la norma suprema del Estado, en tanto y cuanto cualquier norma pasada o posterior incompatible con la misma, será declarada nula.
El guardián de la Constitución será la Corte Suprema, autoridad final e interpretadora. Habrá una separación de los poderes ejecutivo, legislativo y judicial.

## Artículo 2 - La institución de la Monarquía
El Druk Gyalpo es la cabeza del Estado y símbolo de la unidad, que será budista, y defensor del Chooe-sid (sistema de religión y política). El título al Trono Dorado recaerá, sobre los descendientes legítimos del Druk Gyalpo Ugyen Wangchuck. En este artículo se recogen varias reglas a observar, en caso de discrepancia en el nombramiento. Tras la ascensión al trono del nuevo Druk Gyalpo, la familia real, los miembros del Parlamento y los funcionarios, prestan juramento de lealtad. La edad para reinar es de 21 años. Se desarrolla la función y la composición del órgano de la Regencia.

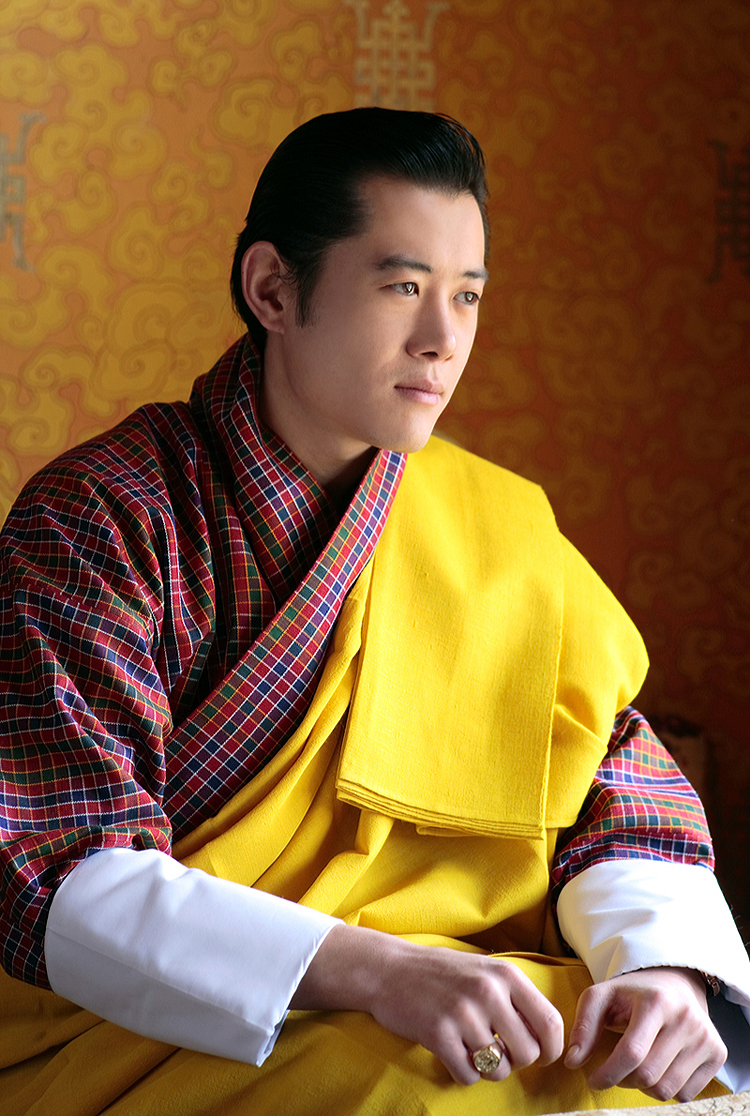
Rey Jigme Khesar Namgyel Wangchuck

La persona del Druk Gyalpo es inviolable ante la ley y su persona será sacrosanta.
Detenidamente en este artículo se estudian las funciones y prerrogativas del monarca. Como motivos de abdicación se encuentran, las violaciones de la Constitución, la inestabilidad mental o una moción parlamentaria consistente en un procedimiento recogido en los apartados 21, 22, 23, 24 y 25.

## Artículo 3 - Patrimonio espiritual
Los principios de Bután son budistas: el valor de la paz, la no violencia, la compasión y la tolerancia. El Druk Gyalpo se encarga de proteger todas las religiones de Bután. Además, deberá nombrar a un monje que reúna las nueve cualidades de un maestro espiritual, como Je Khempo (Abad jefe del Cuerpo Central Monástico de Bután - Zhung Dratshang).

## Artículo 4 - Cultura
En este artículo se enuncia la obligación del Estado de preservar y proteger el patrimonio cultural, lugares y objetos de interés artístico o histórico, Dzongs (monasterios), Lhakhangs (templos), Goendeys (comunidades monásticas), Ten-sum (Imágenes, escrituras y estupas), Nyes (lugares sagrados de peregrinación), la literatura, la música, la religión, etc.

## Artículo 5 - Medio Ambiente
Es una obligación para todo butanés la preservación del medio ambiente, así como de la rica biodiversidad de Bután, y la prevención de toda forma de degradación ecológica, incluyendo ruido, polución,...

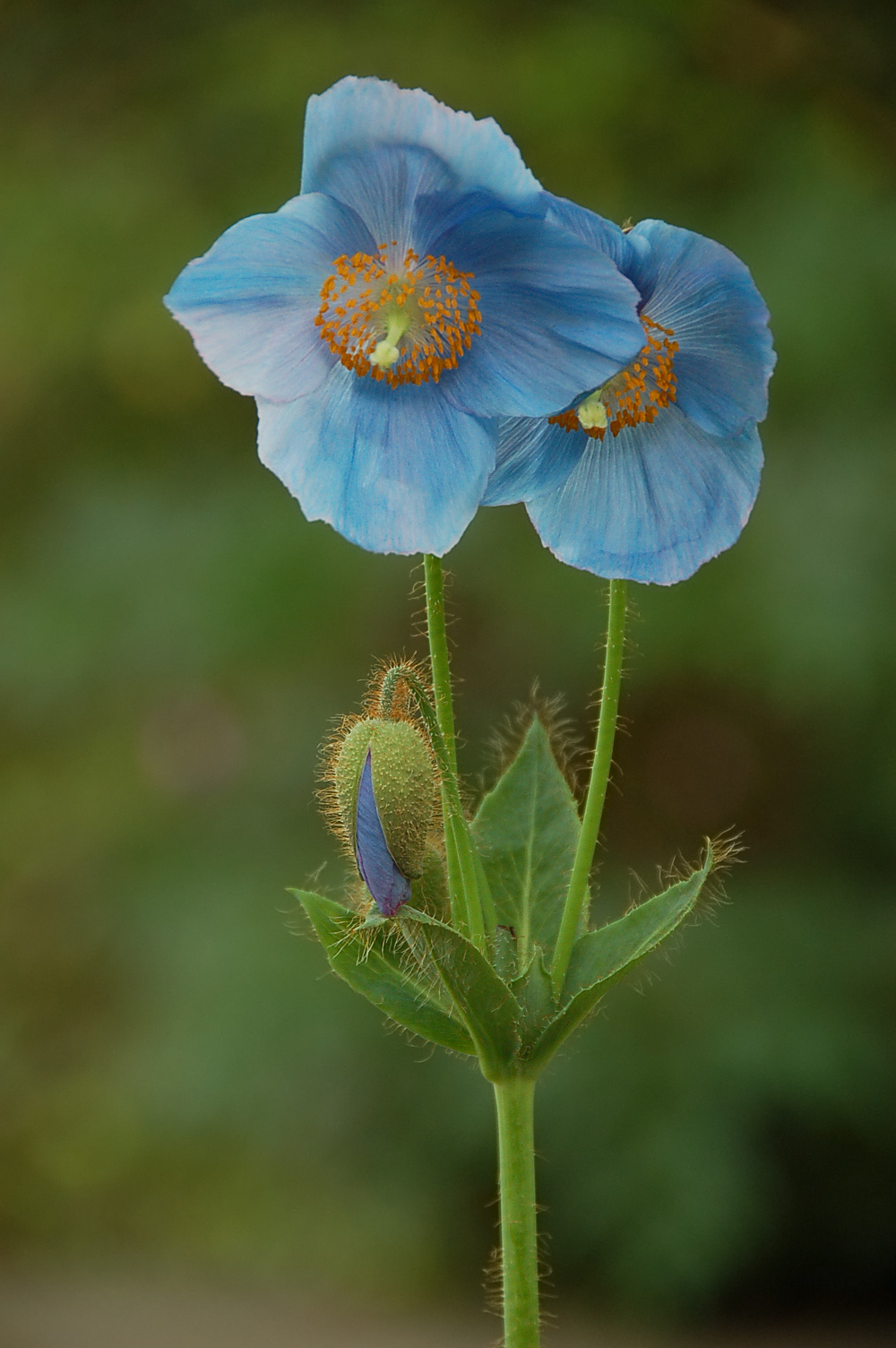
Flor nacional de Bután

La labor del Gobierno Real se acentúa en este ámbito, con un requerimiento particular al efecto, el de mantener como mínimo un 60% del territorio, completamente salvaje. Asimismo, se proyectan funciones de índole medioambiental para el Parlamento.
[

## Artículo 6 - Ciudadanía
Se regula la adquisición de la nacionalidad:
- Automática por nacimiento, en el caso de que ambos padres sean Butaneses.
- Automática por registro, en el caso de una persona que se ha domiciliado y registrado en el directorio oficial del Gobierno de Bután, antes del 31 de diciembre de 1958.
- Naturalización, en cuyo caso se exigirán ciertas condiciones:
  - Haber residido legalmente en Bután durante al menos 15 años.
  - No haber estado preso por causa criminal dentro o fuera del reino.
  - Ser capaz de hablar y escribir en Dzongkha.
  - Tener un buen conocimiento de la cultura, costumbres, tradiciones y cultura de Bután.
  - No haber hablado o actuado contra el Tsawa-Sum (Rey, País y Pueblo).
  - Renunciar a la ciudadanía del país de su origen.
  - Prestar juramento de lealtad a la Constitución.

La nacionalidad se concederá mediante Kasho (escrito oficial) Real del Druk Gyalpo.
La adquisición de otra nacionalidad, conllevará la pérdida de la ciudadanía butanesa.

## Artículo 7 - Derechos Fundamentales
En este artículo se enumeran Derechos Fundamentales inviolables, irrenunciables e intransferibles:
- 1. Vida, libertad y seguridad.
- 2. Libertad de expresión.
- 3. Derecho a la información.
- 4. Libertad de pensamiento, conciencia y religión.
- 5. Libertad de los medios de comunicación.
- 6. Sufragio universal libre.
- 7. Libertad de circulación y establecimiento.
- 8. Igual acceso y oportunidad en los servicios públicos.
- 9. Derecho a la propiedad.
- 10. Libertad de profesión.
- 11. Derecho al salario justo.
- 12. Libertad de pacífica reunión y asociación.
- 13. Derecho a los intereses materiales para autores de obras científicas, literarias o artísticas.
- 14. Derecho a no ser privado de la propiedad, excepto en casos de expropiación, con justa indemnización.
- 15. Interdicción de la discriminación.
- 16. Derecho a la presunción de inocencia.
- 17. Proscripción de la tortura, el trato cruel e inhumano.
- 18. Prohibición de la pena capital.
- 19. Derecho a no ser interferido arbitrariamente en la propia privacidad, intimidad, ...
- 20. Derecho a no ser arrestado o detenido arbitrariamente.
- 21. Derecho a consultar y ser representado por un Jabmi (abogado) a elección.
- 22. Excepciones a estos derechos y libertades por razones como seguridad, soberanía, paz, estabilidad, ...
- 23. Derecho a iniciar procedimientos en la Corte Suprema o Corte Alta, para la defensa de estos derechos.

## Artículo 8 - Obligaciones fundamentales
En este artículo se recogen ciertas obligaciones como son el respeto al medio ambiente, a sus propios compatriotas, a los símbolos nacionales, a la asunción de víctimas de accidentes, a pagar impuestos, etc.

## Artículo 9 - Principios de Política de Estado
El Estado se compromete a favorecer un clima de bienestar que se concreta en ciertos aspectos de la atmósfera cotidiana, como es la justicia, el combate a la desigualdad, la equidad entre Dzongkhags o el trabajo, entre otras materias.

## Artículo 10 - Parlamento
El primer párrafo nos presenta el Parlamento como la conjunción de los poderes legislativos de Bután, compuesto por el Druk Gyalpo, el Consejo Nacional y la Asamblea Nacional. Nadie podrá pertenecer a ambas cámaras, así como a alguna de ellas y a un gobierno local. El primer asiento del Parlamento le corresponde al Druk Gyalpo.
La solemnidad de la Carta Magna exige, que en la apertura de cada sesión del Parlamento tendrá lugar un Zhug-drel-phunsum tshog-pai ten-drel (Ceremonia tradicional de adquisición de los tres atributos de gracia, gloria y salud). El cierre de sesión se producirá con el Tashi-mon-lam (oraciones para el cumplimiento de los buenos deseos y las aspiraciones).

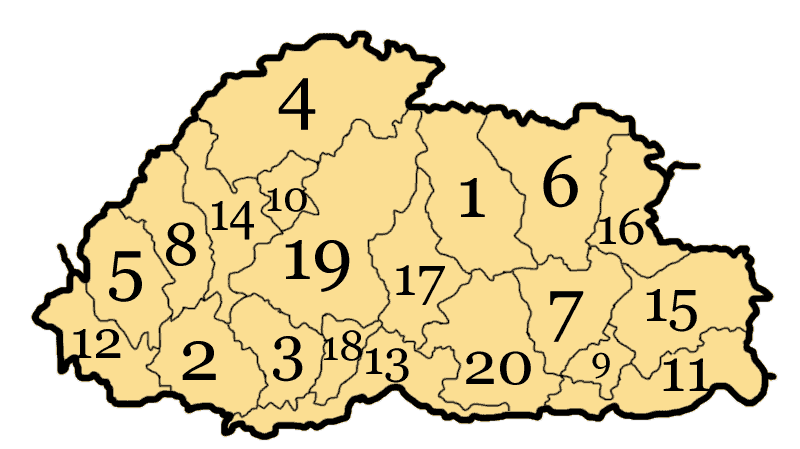
División territorial en Dzongkhags

El quórum, como en la mayoría de sistemas legislativos, requerirá de los dos tercios de la cámara. Los miembros de las dos cámaras gozan de inmunidad jurídica.
Los tratados internacionales, convenios y protocolos supraestatales, solo pasarán a formar parte del cuerpo jurídico del Estado, mediante ratificación del Parlamento a menos que la disposición sea incompatible con lo enunciado en esta carta magna.
Se recoge la Moción de confianza como instrumento de disolución de la Asamblea Nacional.

## Artículo 11 - El Consejo Nacional
Compuesto por 25 miembros: uno elegido por el pueblo por cada Dzongkhag, y otros cinco, que serán eminencias nombradas personalmente por el Druk Gyalpo.
La función del consejo será la resolución de cuestiones que afecten a la seguridad, la soberanía e intereses generales.
Los candidatos a miembros del Consejo no podrán pertenecer a ningún partido político.

## Artículo 12 - La Asamblea Nacional
Se compone de 55 miembros, elegidos por cada Dzongkhag en función de su población, que no podrán ser inferiores a dos, ni superiores a siete.

## Artículo 13 - Proyectos de ley
Este artículo no guarda ninguna particularidad. Los proyectos del Parlamento debidamente aprobados, pasarán a ser leyes obligatorias; los proyectos de ley monetaria o financiera tendrán su origen en la Asamblea Nacional. Serán aprobadas con la mayoría de votos de la respectiva cámara a la que se deba someter la votación.

## Artículo 14 - Finanzas, mercado y comercio
Regulación por ley como dictamen categórico, en lo que respecta a impuestos, tarifas o aranceles, además de otras materias de mercado y comercio con países extranjeros.  Los fondos públicos serán depositados en el Fondo Consolidado.  Además, deberá mantenerse una reserva de moneda extranjera de al menos, el coste de las importaciones de un año. Los monopolios están prohibidos excepto por razones de seguridad nacional.
El presupuesto es anual, se presentará a la Asamblea Nacional por el Ministro de Finanzas, y deberá ser aprobado por esa cámara.

## Artículo 15 – Partidos políticos
Como particularidad llamativa, se prohíbe que los candidatos despunten por razones de regionalismo, etnia o religión, esto es, que pretendan recabar votos por esas razones.
Las elecciones para la Asamblea Nacional se separarán en dos etapas, en las cuales, la primera determinará cuáles serán los dos partidos que se disputarán el gobierno y la oposición en la segunda etapa.

## Artículo 16 – Financiación de campañas
Regulada por ley, no podrá ser discriminatoria, y se fijará un techo de financiación voluntaria, el cual no deberá rebasarse.

## Artículo 17 – Formación de Gobierno
El primer ministro será el líder del partido político que logre la mayoría de asientos en la Asamblea Nacional, al que el Druk Gyalpo otorgará el título del Dakyen. Este mandato estará limitado para la misma persona a dos periodos, que deberá ser butanés de origen. Él formará gobierno, que podrá ser cesado en una moción de confianza, por no menos de dos tercios de la Asamblea Nacional.

## Artículo 18 – El partido de la oposición
Su función es la de velar por un buen gobierno que funcione con respecto a la Constitución. Deberá auxiliar al partido gobernante en situaciones de amenaza externa, calamidad, o cualquier otra crisis nacional.

## Artículo 19 – Gobierno interino
En casos de disolución de la Asamblea Nacional, el gobierno en funciones será interino, y su mandato no podrá exceder más allá de 90 días, suficientes para encargar a la Comisión Electoral la preparación de elecciones. Su límite: decisiones políticas y acuerdos con gobiernos extranjeros.

## Artículo 20 – Poder Ejecutivo
Este poder será conferido al Lhengye Zhungstshog (Consejo de Ministros). En este artículo se recogen una serie de funciones, tales como: representación, definición de los objetivos del Estado, planear diferentes políticas…
Tendrá una potestad legislativa consistente en la publicación de órdenes, circulares, reglas o notificaciones, con el límite de no ser incompatibles con las leyes aprobadas en el Parlamento y con la Constitución.

## Artículo 21 – Poder judicial
El poder judicial recaerá en los órganos comprendidos en las Cortes Reales de Justicia: Corte Suprema, Corte Alta, Corte del Dzongkhag, Corte del Dungkhag (subdistrito) y tantas otras cortes y tribunales circunstancialmente establecidas por el Druk Gyalpo. Este poder será independiente.

## Artículo 22 – Gobiernos locales
Establecidos en cada uno de los veinte Dzongkhags, comprenderán: el Dzongkhag Tshogdu (Consejo del distrito), el Gewog Tshogde (Comité del condado), y el Thromde Tshogde (Comité municipal). 

## Artículo 23 – Elecciones
El principio constitucional es del de Sufragio universal directo, adulto y secreto, para: Ciudadanos butaneses provistos de su tarjeta de ciudadanía; no menores de 18 años; registrados en el registro civil al menos, durante un año, antes de las elecciones; y no haber sido descalificado del voto mediante ninguna ley butanesa.
Los candidatos deberán reunir las siguientes condiciones:
•	Ser ciudadano butanés.
•	Estar registrado como votante en su circunscripción.
•	Tener un mínimo de 25 años y un máximo de 65.
•	No recibir dinero ni asistencia de gobiernos u organismos extranjeros.
•	Reunir la preparación educativa requerida en las leyes electorales.
Motivos de descalificación como candidato:
•	Estar casado con un ciudadano no butanés.
•	Ser separado del servicio público.
•	Ser convicto o condenado por ofensa criminal.
•	Estar atrasado en el pago de impuestos.
•	No registrar correctamente los gastos de elecciones.
•	Sacar beneficios del Gobierno, compañías públicas o corporaciones como las prescritas en las leyes electorales.
•	Estar descalificado por ley del Parlamento.

## Artículo 24 – Comisión electoral
Será la responsable de la preparación, el mantenimiento, la periódica actualización de las listas electorales, el calendario electoral, así como el control sobre las elecciones al Parlamento y Gobiernos Locales, además de los Referendos Nacionales. Del mismo modo, se encarga de delimitar las circunscripciones electorales.

## Artículo 25 – Auditores Reales
Su misión será la de auditar e informar sobre el estado de la economía, y la efectividad en la utilización de los fondos públicos, en departamentos y oficinas del Gobierno, autoridades públicas, Policía, Fuerzas Armadas,etc.
Se constituye como un órgano independiente, a cuya cúspide se encontrará un Auditor General, elegido por el Druk Gyalpo de una lista de eminencias en la materia económica. 
El periodo de su ejercicio será de cinco años, a excepción del caso de que el Auditor General llegue a la edad de sesenta y cinco años antes de finalizar tal término.  Cada año reportará un informe anual al Druk Gyalpo.

## Artículo 26 – Comisión Real del Servicio Civil
Actuará de manera independiente y apolítica, y llevará a cabo sus funciones con eficiencia y transparencia. Velará porque el servicio público cumpla éticamente con sus deberes.

## Artículo 27 – Comisión anticorrupción
De duración igual a los órganos anteriores, independiente, dará los pasos necesarios para prevenir y combatir la corrupción en el Reino.

## Artículo 28 – Defensa
Se estructurará del siguiente modo:
•	El mando supremo de las Fuerzas Armadas y la Milicia corresponde al Druk Gyalpo.
•	Los Cuerpo de Escoltas Reales se encargará de la seguridad del Druk Gyalpo mientras que la Armada Real de Bután servirá como una fuerza profesional permanente. Ambos cuerpos conformarán el núcleo de la defensa butanesa contra amenazas a la seguridad.
•	El Cuerpo Real de Policía de Bután, uniformado, dependerá del Ministerio de Asuntos Interiores, y se responsabilizará del mantenimiento de la ley y el orden, y de la prevención del crimen.

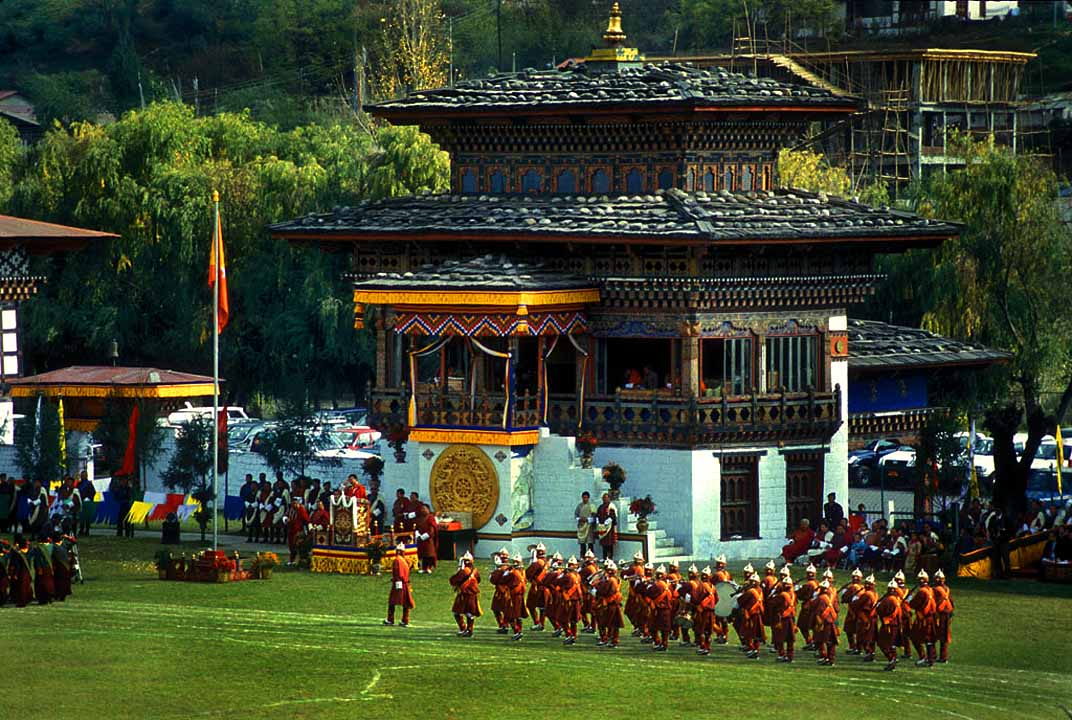
Arqueros butaneses

La Constitución, declara que Bután no usará su fuerza militar excepto para defensa propia, o con el propósito del mantenimiento de su seguridad, integridad territorial y soberanía.

## Artículo 29 – fiscal general
Su misión será la de ejecutar responsabilidades dentro del dominio y autoridad del Gobierno, así como tantas otras materias legales de dominio público, además de ser el consejero legal del Gobierno. Tendrá la potestad de iniciar cualquier caso de acuerdo con la ley, teniendo asimismo el derecho de personarse ante cualquier corte.

## Artículo 30 – Comisión de pagos
Su cometido será el de la revisión de salarios, permisos, beneficios y otros ingresos del Servicio Real Civil, Jueces, los miembros del Parlamento y los Gobiernos Locales, miembros de las oficinas constitucionales y tantos otros servicios públicos.

## Artículo 31 – Titulares de cargos constitucionales
Requisitos imprescindibles para ostentar dichos cargos serán los de haber nacido en Bután, y no casarse con un/una no butanés/a.
Los cargos constitucionales conforme a la Constitución serán los de:
•	Jefe de Justicia de Bután y los jueces o Tribunales de las Cortes Reales.
•	Jefe de Justicia y los Jueces o Tribunales de la Corte Alta.
•	Jefe de la Comisión Electoral.
•	Auditor General.
•	Presidente de la comisión del Servicio Real Civil.
•	Presidente de la Comisión Anticorrupción.

## Artículo 32 – Impugnaciones
Esta será la única vía para destituir a los titulares de los cargos constitucionales. Causas como la incapacidad, la incompetencia y mala conducta precisarán de la concurrencia de no menos de dos tercios del total de miembros del Parlamento.

## Artículo 33 – Emergencias
Corresponderá al Druk Gyalpo, declarar el Estado de Emergencia si la soberanía, seguridad y la integridad territorial de Bután se vieran amenazados por agresión externa o rebelión. En el escrito de proclama, el Druk Gyalpo deberá aclarar las medidas a tomar, que no podrán tener más extensión temporal que veintiún días, a menos que el Parlamento decida prorrogarlo. Además del Estado de Emergencia Territorial, se recoge la figura del Estado de Emergencia Financiera, por cuanto se vea amenazada la estabilidad y situación crediticia y financiera de Bután. Durante estas situaciones, la Constitución no podrá ser enmendada.

## Artículo 34 – Referéndum
Podrá convocarlo el Druk Gyalpo en caso de que:
•	En su opinión, un proyecto de ley, que no ha pasado por el Parlamento, es de importancia nacional.
•	Es solicitado por al menos, el cincuenta por ciento, del número total de miembros de todos los ‘’Dzongkhag Tshogdues’’ (Consejos de distrito).

## Artículo 35 – Procedimiento de enmienda del texto
En este artículo, se prevé la reforma de alguna/s disposiciones de la Constitución, ya sea por vía parlamentaria, como por vía de referéndum. Expresamente se declara la existencia de un procedimiento recogido por ley, extramuros de la Constitución.

## Primer apéndice – La Bandera nacional y el Emblema nacional
La Bandera Nacional:
•	La zona superior en amarillo que llega a tocar la base, simboliza la tradición secular. Personifica Su Majestad el Rey. Por lo tanto, el Rey es simbolizado como el defensor de las bases seculares y espirituales de Bután.
•	La zona inferior en naranja, representa la tradición espiritual, además de la prosperidad de las enseñanzas budistas en general, y de las tradiciones Kagyu y Nyingma (Mahayana) en particular.
•	El dragón simboliza el nombre del Reino, Druk Yul. El hecho de ser blanco, declara la lealtad, patriotismo, y gran sentido del arraigo del pueblo, a pesar de tener diferente origen de lengua y etnia.
Emblema Nacional:

Bandera de Bután

Escudo de armas de Bután

Dentro de un círculo, se cruzan dos Vajra, sobre un loto. Se encuentran flanqueados por dos dragones blancos, macho y hembra. Una joya de los deseos se cierne sobre ellos. 
Los dos Vajra representan las tradiciones secular y espiritual, basadas en los cuatro votos del Budismo Vajrayāna. El loto simboliza la ausencia de crueldad, y la joya de los deseos, el pueblo soberano; los dos dragones presentan para finalizar, el nombre del Reino.

## Segundo apéndice – El himno nacional de Bután
Que reza así:
“ En el Reino de Bután adornado de cipreses,
el Protector que reina sobre los dominios de la tradición secular y espiritual,
Él es el Rey de Bután, el querido soberano.
Puede su ser permanecer inmutable, y el Reino prosperar,
Pueden sus enseñanzas de Único Iluminado crecer,
Puede el Sol de la paz y la felicidad brillar sobre toda la gente”.
En los apéndices tercero y cuarto se recogen los juramentos de cargo y de secreto.